# 咖啡旋螺
咖啡旋螺（學名：Fusolatirus paetelianus），原歸類於新腹足目旋螺科Latirus屬的一种；現改分類於同目細帶螺科鴿螺亞科Fusolatirus屬。主要分布于印度尼西亚、台湾，常栖息在浅海到中等深度海域。